# Klinker

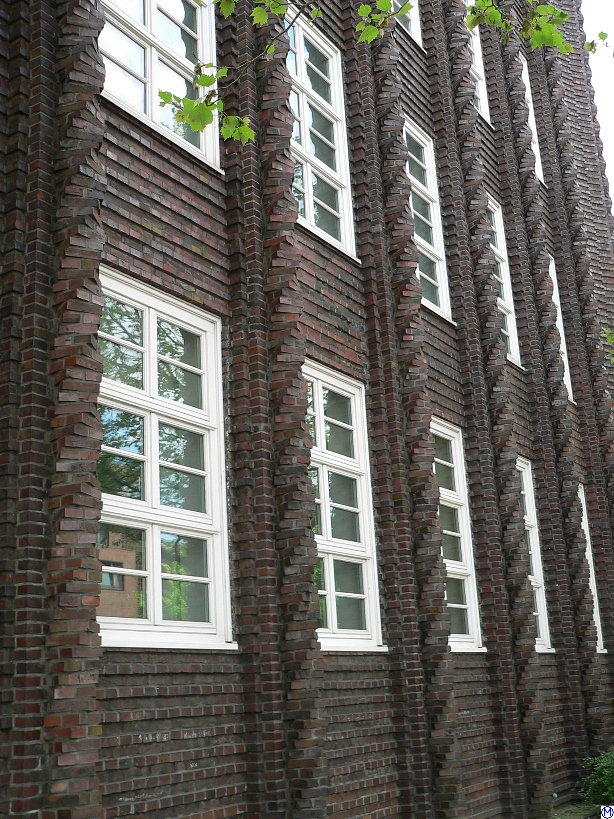
Façade en klinker.

Klinker ou clinker est un type de brique partiellement vitrifiée (chauffée) et utilisée pour la construction. Elle est parfois dite « hollandaise » puisque assez répandue aux Pays-Bas. Elle est également répandue en Allemagne, où elle fut en vogue à l'époque de l'Expressionnisme de brique. Elle est plus résistante qu'une brique classique et plus imperméable, bien qu'avec des couleurs et des formes non standardisées.
La brique et le clinker se distinguent principalement par leur processus de cuisson.

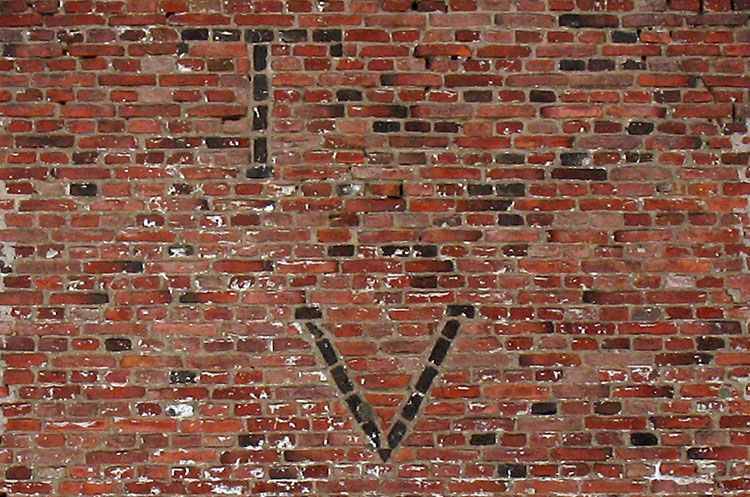
Klinker